# 蝙蝠侠与急冻人：冰点危机
《蝙蝠侠与急冻人：冰点危机》（英語：Batman & Mr. Freeze: SubZero，国内也直译为《蝙蝠侠之冰点危机》），故事時間為《蝙蝠侠：动画系列》第二季結束之後，是一部上映于1998年的由美国华纳兄弟动画制作，基于《蝙蝠侠：动画系列》的录影带首映式动画长片。它作为“冰点还原”和蝙蝠侠大战幻影人两部长片的续集，赢得了安妮奖最佳家庭视频动画奖项。
这部动画电影由于电影《蝙蝠侠与罗宾》的负面反应而推迟了一段时间，一部真人电影，还包括了急冻人作为其主要的对手。然而却收到了大量好评，表现要好于《蝙蝠侠与罗宾》。

## 延伸阅读
- James Raven.  (Paperback). Novelization of the film. Little, Brown and Company. May 1997. ISBN 978-0-316-17696-5.